# Filature Achille Dopchie
Filature Achille Dopchie was een spinnerij in Ronse, opgericht in 1896 en actief tot 1978. Het bedrijf was gevestigd in de Ninovestraat.

## Bedrijfshistoriek

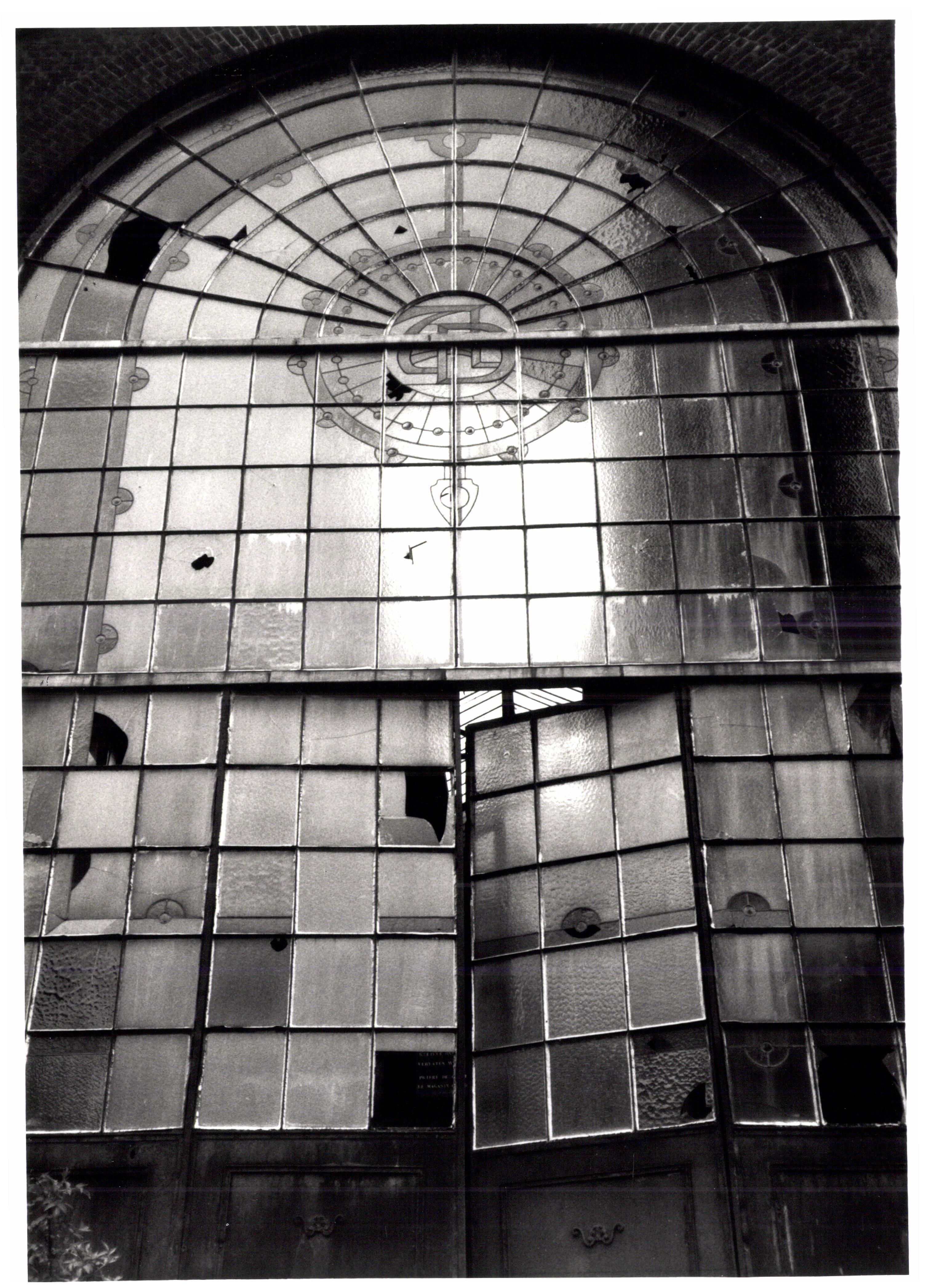
Glasraam in de spinnerij Achille Dopchie. Onroerend Erfgoed, 1984.

Het was een vennootschap tussen Achille Dopchie, zijn zussen Mathilde Dopchie, Blanche Dopchie, Aline Dopchie, broer Joseph Dopchie en Emmanuel Degand, de echtgenoot van Aline. In de praktijk heeft Achille Dopchie de leiding over de spinnerij. Joseph en Blanche Dopchie verkopen al snel hun aandeel aan de andere vennoten en trekken zich terug uit het bedrijf.
Tot het einde van de 19de eeuw waren er in Ronse veel weverijen actief, maar weinig spinnerijen. De weverijen kochten hun garens voornamelijk aan bij spinnerijen uit Gent. Het begin van de 20e eeuw werd gekenmerkt door een bloei van de textielindustrie die welvaart creëerde in de stad Ronse. De familie Dopchie had door textielhandel en de uitbouw van verschillende weverijen vanaf de 18e eeuw het kapitaal vergaard om een moderne spinnerij op te richten.
Al kort na de oprichting, in 1900, kwam een fusie tot stand tussen verschillende bedrijven van de familie Dopchie: de Filature Achielle Dopchie, Tissage à la main J. Dopchie-Denonne en Tissage mécanique A. Dopchie frère et soeurs.
Vanaf 1911 is Achille Dopchie exclusief eigenaar van de Filature Achille Dopchie. Na zijn overlijden in 1939 werd zijn weduwe, Marguerite De Keyser, eigenaar van het bedrijf. Later komen ook hun drie kinderen in de zaak: Antoinette, Robert en Pierre Dopchie, die directeur werd.
De economische crisis van de jaren 1970 betekende de ondergang van het bedrijf. In 1978 werden de boeken neergelegd en werden de bedrijfsgebouwen verkocht.

## Activiteiten
Het bedrijf werd opgericht als katoenspinnerij. Dit textielbedrijf verwerkte ruwe katoen tot garen. Bij de nieuwe inschrijving in 1940 was het bedrijf actief in het spinnen, verven, twijnen en transformeren van katoen, fantasiedraad en andere textielvezels.